# 保羅·貝蒂
保羅·貝蒂（Paul Beatty，1962年6月9日—）是一位美國小說家及詩人。

## 生平
貝蒂1980年畢業於加利福尼亞州的高校，及後分別在布魯克林學院取得創意寫作碩士學位及在波士頓大學取得心理學文學碩士學位。1990年代初，貝蒂已經開始寫詩，1996年則出版了第一本小說，2015年，貝蒂出版了《出卖》，故事描寫一個生活在美國洛杉磯郊區試圖恢複奴隸制和種族隔離年輕黑人，最終憑其辛辣的諷刺手法贏得了2016的布克獎，成為首位獲此殊榮的美國作家。